# Taylor Bay (Spry Bay)
Taylor Bay – zatoka (ang. bay) zatoki Spry Bay w kanadyjskiej prowincji Nowa Szkocja, w hrabstwie Halifax; nazwa urzędowo zatwierdzona 12 grudnia 1939.